# Anania testacealis
Anania testacealis — вид лускокрилих комах родини вогнівок-трав'янок (Crambidae).

## Поширення
Вид поширений в Південній та Східній Європі. .. Присутній у фауні України.